# Izsmorszkiji járás
Az Izsmorszkiji járás (oroszul Ижмо́рский райо́н) Oroszország egyik járása a Kemerovói területen. Székhelye Izsmorszkij.

## Népesség
- 1989-ben 19 025 lakosa volt.
- 2002-ben 16 476 lakosa volt.
- 2010-ben 13 517 lakosa volt, melynek 88,1%-a orosz, 5,4%-a tatár, 1,9%-a német, 1,8%-a csuvas, 0,4%-a ukrán stb.